# Governo Cavour III
Il Governo Cavour III  è stato il tredicesimo ed ultimo esecutivo del Regno di Sardegna, ed il terzo tra quelli guidati da Camillo Benso, conte di Cavour. 
Esso, nato in seguito alle dimissioni del governo precedente, è rimasto in carica dal 21 gennaio 1860 al 23 marzo 1861 (sebbene già dimissionario dal precedente 17 marzo, quando rinunciò per cortesia in seguito alla Proclamazione del Regno d'Italia), per un totale di 427 giorni, ossia 1 anno, 2 mesi e 2 giorni.
In questo governo fu istituito, tramite regio decreto (R.D. 18 marzo 1860 n. 4038) il "Ministero della marina", scorporato dal Ministero della guerra e posto provvisoriamente sotto la Presidenza del Consiglio dei ministri; in più fu ricostituito il  "Ministero dell'agricoltura, dell'industria e del commercio" (R.D. 5 luglio 1860, n. 4192), precedentemente soppresso dal Governo d'Azeglio I.

## Compagine di governo

### Appartenenza politica
| Partito | Partito        | Presidente | Ministri | Totale |
| ------- | -------------- | ---------- | -------- | ------ |
|         | Destra storica | 1          | 8        | 9      |
|         | Militare       | -          | 1        | 1      |

## Composizione
| Carica                                         | Titolare                                                                           | Titolare                                                                           | Titolare                                                                           |
| Presidenza del Consiglio dei ministri          | Presidenza del Consiglio dei ministri                                              | Presidenza del Consiglio dei ministri                                              | Presidenza del Consiglio dei ministri                                              |
| ---------------------------------------------- | ---------------------------------------------------------------------------------- | ---------------------------------------------------------------------------------- | ---------------------------------------------------------------------------------- |
| Presidente del Consiglio dei ministri          |                                                                                    |                                                                                    | Camillo Benso, conte di Cavour (Destra storica)                                    |
| Ministro senza portafoglio                     |                                                                                    |                                                                                    |                                                                                    |
| Ministro senza portafoglio                     | Tommaso Corsi (Destra storica) Ad interim (fino dall’8 aprile al 5 luglio 1860)    | Tommaso Corsi (Destra storica) Ad interim (fino dall’8 aprile al 5 luglio 1860)    | Tommaso Corsi (Destra storica) Ad interim (fino dall’8 aprile al 5 luglio 1860)    |
| Ministero                                      | Ministri                                                                           | Ministri                                                                           | Ministri                                                                           |
| Affari Esteri                                  |                                                                                    |                                                                                    | Camillo Benso, conte di Cavour (Destra storica)                                    |
| Agricoltura, Industria e Commercio (istituito) |                                                                                    |                                                                                    | Tommaso Corsi (Destra storica)                                                     |
| Lavori Pubblici                                |                                                                                    |                                                                                    | Stefano Jacini (Destra storica) (fino al 14 febbraio 1861)                         |
| Lavori Pubblici                                |                                                                                    | Ubaldino Peruzzi (Destra storica) (dal 14 febbraio 1861)                           |                                                                                    |
| Interno                                        | Camillo Benso, conte di Cavour (Destra storica) Ad interim (fino al 24 marzo 1860) | Camillo Benso, conte di Cavour (Destra storica) Ad interim (fino al 24 marzo 1860) | Camillo Benso, conte di Cavour (Destra storica) Ad interim (fino al 24 marzo 1860) |
| Interno                                        |                                                                                    | Luigi Carlo Farini (Destra storica) (dal 24 marzo al 31 dicembre 1860)             |                                                                                    |
| Interno                                        |                                                                                    | Marco Minghetti (Destra storica) (dal 31 dicembre 1860)                            |                                                                                    |
| Pubblica Istruzione                            |                                                                                    |                                                                                    | Terenzio Mamiani (Destra storica)                                                  |
| Guerra                                         |                                                                                    |                                                                                    | Manfredo Fanti (Militare)                                                          |
| Marina (istituito)                             |                                                                                    |                                                                                    | Camillo Benso, conte di Cavour (Destra storica) (dal 18 marzo 1860)                |
| Finanze                                        |                                                                                    |                                                                                    | Saverio Francesco Vegezzi (Destra storica)                                         |
| Grazia e Giustizia e Affari Ecclesiastici      |                                                                                    |                                                                                    | Giovanni Battista Cassinis (Destra storica)                                        |

## Cronologia

### 1860
- 21 gennaio - Il governo giura dinnanzi al Re.
- 11-12 marzo - Dopo essere già insorte in seguito alla seconda guerra d'indipendenza (formando le Province Unite del Centro Italia), dopo un compromesso con Napoleone III si tengono i plebisciti di annessione nel Granducato di Toscana, nella Legazione delle Romagne, nel Ducato di Modena e Reggio e nel Ducato di Parma e Piacenza. L’approvazione vince con una maggioranza schiacciante.
- 24 marzo - Come ricompensa dell’aiuto del Secondo impero francese nella guerra contro l’Impero austriaco, viene firmato il Trattato di Torino ed organizzati due plebisciti nella Contea di Nizza e nella Savoia.
- 15-16/22-23 aprile - Si tengono i due plebisciti di annessione al Secondo impero francese. L’approvazione vince con una vittoria schiacciante.
- 5 maggio - Inizia la Spedizione dei mille guidata da Giuseppe Garibaldi. Essa porterà al crollo del Regno delle Due Sicilie ed alla conseguente annessione delle sue province (formalizzata con RR.DD. 17 dicembre 1860, n. 4498 e 4499).
- 21 ottobre - Si tengono i plebisciti di annessione nel Regno delle Due Sicilie. L’approvazione vince con una maggioranza schiacciante.
- 26 ottobre - Garibaldi ed il Re, sceso nel mentre in Italia meridionale su pressione internazionale al fine di far desistere il primo dal prendere Roma (che era protetta dal Secondo Impero francese), si incontrano a Teano: Garibaldi fa un simbolico passaggio di consegne.
- 17 dicembre - In seguito all’allargamento del territorio, è sciolta la Camera dei Deputati al fine di conferire rappresentanza ai nuovi cittadini e convocati gli elettori per il 27 gennaio ed il 3 febbraio; e il nuovo Parlamento per il 18 febbraio.

### 1861
- 27 gennaio-3 febbraio: Si svolgono le elezioni politiche: La Destra storica vince con una ampissima maggioranza.
- 17 marzo - Con la Legge n. 4671, approvata all’unanimità dal Parlamento del Regno di Sardegna, viene proclamato il Regno d'Italia affidando al Re Vittorio Emanuele II di Savoia, il rispettivo titolo. A seguito della pubblicazione, dunque, Cavour ritiene opportuno rassegnare le dimissioni, che sono accettate dal sovrano con un conseguente reincarico.
- 23 marzo - Con la formazione del nuovo esecutivo, termina ufficialmente l’esperienza di governo.